# Чижовка (Минск)
Чижовка (бел. Чыжо́ўка) — микрорайон в составе Заводского района города Минска (Беларусь).

## История
Название происходит от располагавшейся на этом месте деревни, которая в 1967 году была включена в состав Минска.
Район начал застраиваться в 1964 году. Состоит из семи кварталов: Чижовка-1, Чижовка-2 и т. д. (Чижовка-7 — это частный сектор по улице Красная Слобода.) Население — 62 тыс. чел. За МКАД расположено Чижовское кладбище.

## Расположение
Расположена на юго-востоке города, от Серебрянки отделена Чижовским водохранилищем. Также соседствует с микрорайоном Лошица, МКАДом и Минским автомобильным заводом. Типичный «спальный район» с соответствующей инфраструктурой: много школ, магазинов, культурных и спортивных объектов, а также зелёных зон для отдыха..

## Состав
Чижовка состоит из 7 микрорайонов:
- Чижовка-1
- Чижовка-2
- Чижовка-3
- Чижовка-4
- Чижовка-5
- Чижовка-6
- Чижовка-6А

## Улицы
Основные улицы — Корзюки, Ташкентская, Голодеда, Уборевича и Краснослободская. Ближайшие станции метро — «Автозаводская» и «Могилёвская».

## Транспорт
Сообщение с другими частями города осуществляется автобусными и троллейбусными маршрутами. С диспетчерской станции «Чижовка» отправляются рейсовые автобусы в Михановичи.
- Автобусы:

1. 3с — д/с Чижовка — Вокзал
2. 5д — кладбище Михановичи — д/с Чижовка
3. 5э — д/с Чижовка — кладбище Михановичи
4. 16 — д/с Ангарская-4 — д/с Чижовка
5. 21 — д/с Шабаны — д/с Чижовка
6. 22 — д/с Ангарская-4 — д/с Чижовка
7. 48 — д/с Чижовка — Ландера
8. 51 — д/с Чижовка-1 — Железнодорожная остановка Лошица
9. 59 — д/с Чижовка — Комаровский рынок
10. 67 — д/с Чижовка — Колядичи
11. 88с — д/с Ангарская-4 — Ландера
12. 94с — а/с Автозаводская — Чижовское кл-ще
13. 98с — ст.м. Могилёвская — д/с Лошица-2
14. 102 — д/с Чижовка — Вокзал
15. 108 — а/с Автозаводская — пос. Гатово
16. 108д — д/с Чижовка — Гатово
17. 114с — д/с Чижовка — Авторынок
18. 134с — д/с Чижовка — Малиновка-4
19. 148с — д/с Шабаны — Ландера
20. 164 – а/с Автозаводская — Пашковичи – Гатово
21. 198 — д/с Чижовка – Пашковичи – Гатово

- Троллейбусы:

1. 16 — ДС Чижовка-1 – Вокзал
2. 17 — ДС Дражня — Чижовка-6
3. 26 — ДС Чижовка-1 — ст.м. Автозаводская
4. 49 — ДС Чижовка-1 — О.Кошевого
5. 50 — ДС Лошица-2 — ст.м. Автозаводская
6. 92 — ДС Карастояновой — Чижовка-6

## Здравоохранение
1. 10 городская клиническая больница
2. 22 городская поликлиника
3. 22 детская поликлиника

## Образование
- Гимназия № 25 (ранее: СШ №106) (Краснослободская, 84)
- СШ № 43 (Голодеда, 4)
- Детская художественная школа искусств № 2 (Ауэзова, 7/2)
- Начальная школа № 112 (Уборевича, 142)
- СШ № 46 (Уборевича, 124А)
- СШ № 117 (Уборевича, 14/2)
- СШ № 124 (Уборевича, 144/2)
- СШ № 131 (Уборевича, 74)
- СШ № 135 (пр-д Голодеда, 7/2)
- СШ № 143 (Ауэзова, 5)
- Белорусская Государственная академия авиации (Уборевича, 77)

## Застройка
5, 9, 12, 19 этажей, есть также следы одно-двухэтажной застройки, оставшейся от деревни. Некоторые двухподъездные высокоэтажные дома относятся к серии 3А-ОПБ, Чижовка вместе с Масюковщиной были первыми микрорайонами Минска, где строились дома этой серии. Чижовку заселяли преимущественно работниками Минского тракторного завода, Минского автозавода и Минского моторного завода.
По состоянию на начало 2019 года жильё в Чижовке было одним из самых дешёвых в городе ($1143 за 1 м²) против более $2000 за квадратный метр в некоторых центральных районах и квартале по улице Парниковой. Более дешёвое жильё было только в расположенном неподалёку микрорайоне Шабаны.

## Инфраструктура
В микрорайоне расположены Минский зоопарк, Чижовский рынок, две библиотеки, Белорусская Государственная академия авиации, художественная школа, школа боевого искусства «АСАКА», православный храм во имя Святого великомученика Георгия Победоносца, Костел Святого Духа и парк имени 900-летия города Минска, расположенный на берегу Чижовского водохранилища, три кольца общественного транспорта.
В Чижовке также построены два супермаркета Виталюр, действуют гипермаркет сети Green, магазины сетей Соседи, Евроопт, Виталюр, а также Чижовской Двор. Большое количество школьных и дошкольных заведений. Имеются игровые клубы с азартными играми, построены отель Арена Минск и гостиница Чижовка-КАДМ.
В 2013 году построен хоккейный комплекс Чижовка-арена, на котором проводилась часть матчей чемпионата мира по хоккею 2014 года.